# كتشلون (سر أسياب يوسفي)
کتشلون (بالفارسية: کچلون) هي قرية تقع في إيران في قسم سر أسياب يوسفي الريفي. يقدر عدد سكانها بـ 111 نسمة بحسب إحصاء 2016.